# Paradišče
Paradišče este o localitate din comuna Grosuplje, Slovenia, cu o populație de 59 de locuitori.